# Grupul triunghiului (2,3,7)
În teoria suprafețelor Riemann⁠(d) și a geometriei hiperbolice grupul triunghiului (2,3,7) este deosebit de important. Această importanță provine din legătura sa cu suprafețele Hurwitz⁠(d), și anume, suprafețele Riemann din genul g de cel mai mare ordin posibil, 84(g − 1), din grupul său de automorfisme.
O notă despre terminologie: grupul triunghiului (2,3,7) nu se referă la grupul triunghiului plin Δ(2,3,7) (grupul Coxeter cu triunghiul Schwarz (2,3,7) sau o realizare ca un grup de reflexii hiperbolic, ci la grupul triunghiului obișnuit (grupul von Dyck) D(2, 3,7) a transformărilor care conservă orientarea (grupul de rotație), indice 2.
Subgrupurile normale fără torsiune ale grupului triunghiului (2,3,7) sunt grupuri fucsiene⁠(d) asociate cu suprafețele Hurwitz, cum ar fi cvartica Klein⁠(d), suprafața Macbeath și primul triplet Hurwitz.

## Construcții

### Construcția hiperbolică

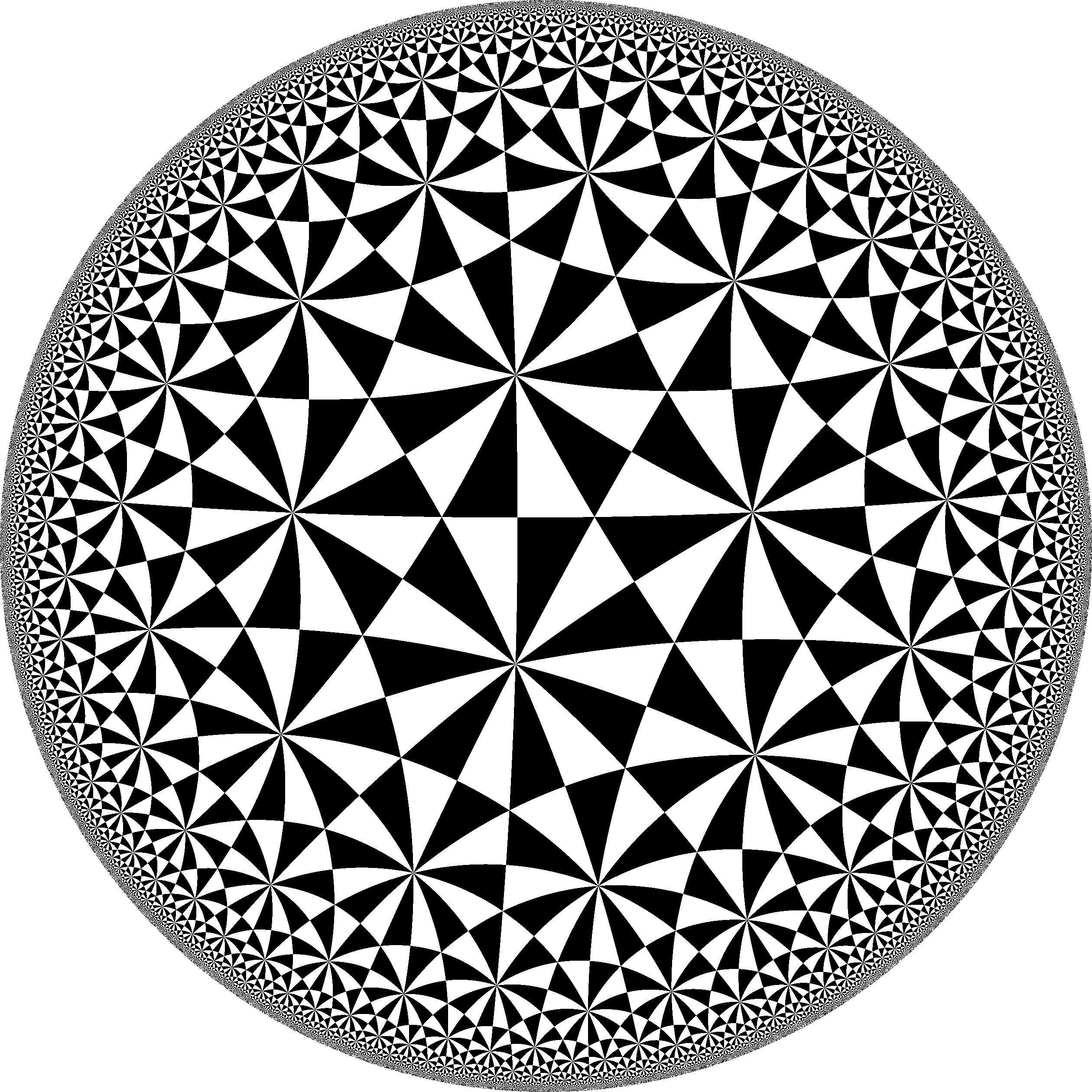
Grupul triunghiului (2,3,7) este grupul de izometrii care conservă orientarea pavării prin triunghiul Schwarz (2,3,7), prezentat aici în modelul discului Poincaré

Pentru a construi grupul triunghiului se începe cu un triunghi hiperbolic cu unghiurile π/2, π/3 și π/7. Acest triunghi, cel mai mic triunghi Schwarz hiperbolic, pavează planul prin reflexii pe laturile sale. Luând în considerare grupul generat de reflexiile pe laturile triunghiului, care (din moment ce dalele sunt triunghiulare) este un grup cristalografic neeuclidian (un subgrup discret de izometrii hiperbolice) având acest triunghi ca domeniu fundamental. Pavarea asociată este pavarea kisrombică 3-7. Grupul triunghiului (2,3,7) este definit ca un subgrup indice⁠(d) 2, constând din izometriile care conservă orientarea, care este un grup fuchsian (grup neeuclidian care păstrează orientarea).
| Pavări heptagonale/triunghiulare uniforme | Pavări heptagonale/triunghiulare uniforme | Pavări heptagonale/triunghiulare uniforme | Pavări heptagonale/triunghiulare uniforme | Pavări heptagonale/triunghiulare uniforme | Pavări heptagonale/triunghiulare uniforme | Pavări heptagonale/triunghiulare uniforme | Pavări heptagonale/triunghiulare uniforme | Pavări heptagonale/triunghiulare uniforme | Pavări heptagonale/triunghiulare uniforme | Pavări heptagonale/triunghiulare uniforme | Pavări heptagonale/triunghiulare uniforme |
| Simetrie: [7,3], (*732)                   | Simetrie: [7,3], (*732)                   | Simetrie: [7,3], (*732)                   | Simetrie: [7,3], (*732)                   | Simetrie: [7,3], (*732)                   | Simetrie: [7,3], (*732)                   | Simetrie: [7,3], (*732)                   | [7,3]+, (732)                             |                                           |                                           |                                           |                                           |
| ----------------------------------------- | ----------------------------------------- | ----------------------------------------- | ----------------------------------------- | ----------------------------------------- | ----------------------------------------- | ----------------------------------------- | ----------------------------------------- | ----------------------------------------- | ----------------------------------------- | ----------------------------------------- | ----------------------------------------- |
|                                           |                                           |                                           |                                           |                                           |                                           |                                           |                                           |                                           |                                           |                                           |                                           |
| {7,3}                                     | t{7,3}                                    | r{7,3}                                    | t{3,7}                                    | {3,7}                                     | rr{7,3}                                   | tr{7,3}                                   | sr{7,3}                                   |                                           |                                           |                                           |                                           |
| Dualele celor de mai sus                  |                                           |                                           |                                           |                                           |                                           |                                           |                                           |                                           |                                           |                                           |                                           |
|                                           |                                           |                                           |                                           |                                           |                                           |                                           |                                           |                                           |                                           |                                           |                                           |
|                                           |                                           |                                           |                                           |                                           |                                           |                                           |                                           |                                           |                                           |                                           |                                           |
| V73                                       | V3.14.14                                  | V3.7.3.7                                  | V6.6.7                                    | V37                                       | V3.4.7.4                                  | V4.6.14                                   | V3.3.3.3.7                                |                                           |                                           |                                           |                                           |

### Prezentarea grupului
Are o prezentare în termeni de pereche de generatori, g2, g3, modulo următoarele relații:
{\displaystyle g_{2}^{2}=g_{3}^{3}=(g_{2}g_{3})^{7}=1.}
Geometric, acestea corespund rotațiilor de {\displaystyle {\frac {2\pi }{2}},{\frac {2\pi }{3}}} și {\displaystyle {\frac {2\pi }{7}}} față de vârfurile triunghiului Schwarz.

### În algebra cuaternionilor
Grupul triunghiului (2,3,7) admite o prezentare în termeni de grup de cuaternioni cu norma 1 de un ordin potrivit într-o algebră a cuaternionilor. Mai precis, grupul triunghiului este câtul grupului de cuaternioni după centrul său ±1.
Fie {\displaystyle \eta =2\cos {2\pi /7}.} Atunci, din identitatea
{\displaystyle (2-\eta )^{3}=7(\eta -1)^{2}.}
se vede că Q(η) este o extensie cubică reală totală a lui Q. Grupul triunghiului hiperbolic (2,3,7) este un subgrup al grupului de elemente cu norma 1 din algebra cuaternionilor generat ca algebră asociativă de perechea de generatori i,j și relațiile i2 = j2 = η, ij = −ji . Se alege un cuaternion Hurwitz de ordin potrivit {\displaystyle {\mathcal {Q}}_{\mathrm {Hur} }}. Aici ordinul {\displaystyle {\mathcal {Q}}_{\mathrm {Hur} }} este generat de elementele
{\displaystyle g_{2}={\tfrac {1}{\eta }}ij}
{\displaystyle g_{3}={\tfrac {1}{2}}(1+(\eta ^{2}-2)j+(3-\eta ^{2})ij).}
De fapt, ordinul este un Z[η]-modul liber peste baza {\displaystyle 1,g_{2},g_{3},g_{2}g_{3}}. Aici generatorii satisfac relațiile
{\displaystyle g_{2}^{2}=g_{3}^{3}=(g_{2}g_{3})^{7}=-1,\,}
care devin relațiile corespunzătoare în grupul triunghiului.

## Relația cu SL(2,R)

Vizualizarea transformării (2,3,∞) → (2,3,7) prin transformarea pavărilor asociate.

Extinzând scalarii de la Q(η) la R se obține un izomorfism între algebra cuaternionilor și algebra M(2,R) a matricilor reale 2 × 2. Alegerea unui izomorfism concret permite prezentarea grupului triunghiului (2,3,7) ca un grup fuchsian specific în SL(2,R), în special ca un cât al grupului modular⁠(d). Acest lucru poate fi vizualizat în pavările asociate, așa cum este descris în dreapta: pavarea (2,3,7) de pe discul Poincaré este un cât al pavării modulare de pe semiplanul superior.
Totuși, pentru multe scopuri izomorfismele explicite sunt inutile. Astfel, urmele elementelor grupului (prin urmare și lungimile de translație ale elementelor hiperbolice care acționează în semiplanul superior, precum și sistolele⁠(d) subgrupurilor fuchsiene) pot fi calculate prin intermediul reducerii urmei în algebra cuaternionilor și formula
{\displaystyle \operatorname {tr} (\gamma )=2\cosh(\ell _{\gamma }/2).}